# Opper-Silezië (provincie)
Opper-Silezië was tussen 1742 en 1919 deel van de provincie Silezië van het koninkrijk Pruisen. In 1919 werd Silezië verdeeld in de provincies Neder-Silezië en Opper-Silezië.  Vergroot met Poolse en Tsjechische landsdelen zou het van 1941 tot 1945 gouw van de NSDAP zijn.

## Geschiedenis
De provincie ontstond in 1919 door opsplitsing van de Pruisische provincie Silezië in Opper- en Neder-Silezië. Het voormalige Pruisische Regierungsbezirk Oppeln samen met een deel van Kattowitz vormde hierbij de nieuwe provincie Opper-Silezië. In 1919 bestond de bevolking van ruim 1,9 miljoen inwoners uit 60% Duitstaligen, 30% tweetalige Sileziërs en 10% Poolstaligen en was grotendeels katholiek (88%).
Bij de vredesbesprekingen na het einde van de Eerste Wereldoorlog in Versailles kwamen Frankrijk en Engeland niet tot overeenstemming over de staatkundige toewijzing van Opper-Silezië aan Polen of Duitsland. Mede door de spanningen opstandige Polen en Duitse vrijkorpsen, werd in het Verdrag van Versailles bepaald dat de bevolking in een volksraadpleging mocht bepalen bij welke staat zij wilde behoren. Dit referendum zou alleen in tweetalige gebieden worden gehouden en niet in de westelijke randdistricten van de provincie met een voor 90% of meer Duitstalige bevolking. 60% van de mensen die een stem uitbrachten koos voor Duitsland en dat was te weinig om het hele gebied bij Duitsland te laten. Op de Ambassadeursconferentie van Parijs werd daarom besloten om het gebied in twee te verdelen. Het mijnbouw- en industriegebied van Oost-Opper-Silezië met de steden Katowice (Kattowitz), Gliwice (Gleiwitz), Zabrze (Hindenburg) en Chorzów (Königshütte) werd aan Polen toegewezen, terwijl de rest bij de Duitse Vrijstaat Pruisen kwam.

## Hereniging onder het nationaalsocialistisch regime
Opper-Silezië werd in 1938 met Neder-Silezië weer verenigd tot de provincie Silezië. Na de Duitse inval (1939) in Polen werd niet alleen het in 1921 aan Polen afgestane deel (Kattowitz) weer bij Silezië gevoegd, maar ook gebieden die in de middeleeuwen Silezisch waren geweest: zoals Auschwitz, aan het einde van de 15de eeuw bij het koninkrijk Polen  gekomen, en het voormalige hertogdom Teschen, na de Pruisische verovering in 1742  Oostenrijks gebleven, en in 1920 tussen Polen en Tsjechoslowakije verdeeld. Al deze gebieden tezamen vormden in 1941 de Gau Oberschlesien. 
Aan het eind van de Tweede Wereldoorlog werd Opper-Silezië door het Rode Leger bezet. Grote delen van de bevolking vluchtten, maar de opmars van de Sovjet-legers verliep zo snel, dat vele vluchtelingen overrompeld werden en met massaverkrachtingen te maken kregen. In de loop van juni 1945 keerde de meerderheid van de gevluchten terug naar Opper-Silezië, nog onwetend over wat de Potsdam-Conferentie zou besluiten. Inmiddels werd het gezag uitgeoefend door het Sovjet-leger en Poolse milities. 
Anders dan in het vrijwel geheel Duitstalige (95%) Neder-Silezië verdreven de nieuwe Poolse machthebbers in Opper-Silezië aanvankelijk "slechts" 40% van de bevolking omdat aangenomen werd dat de tweetaligen zich als Poolse staatsburgers zouden willen aanpassen. Wie in staat was het Silezische (Poolse) dialect zelf te spreken of aan kon tonen dat dit de traditionele taal van zijn familie was geweest en toezegde zich te onderwerpen aan een verpoolsingsprogramma, kreeg het recht om de Poolse nationaliteit aan te vragen. Dat gold ook Sileziërs die zich op dat moment als dwangarbeiders elders in Duitsland bevonden en nu konden terugkeren. Deze verpoolsing kreeg vervolgens vorm in een strafrechtelijke verbod op het gebruik van de Duitse taal en het bezit van Duitse boeken. Van het aanvragen van de Poolse nationaliteit waren niet-katholieken, bezitters van meer dan 30 ha. land en degenen die ambtelijke functies onder het nationaalsocialistisch regime hadden vervuld op voorhand uitgesloten. Specialisten in de belangrijke industrieën waren daarentegen voorlopig gevrijwaard van uitwijzing. Voor de toekenning van de Poolse nationaliteit moesten degenen die onder het nationaalsocialisme bestuurlijk actief waren geweest eerst nog een strafrechtelijk onderzoek ondergaan, maar van hen waren de meesten al gevlucht. Van 1945 tot begin 1946 ging de verdrijving van de uit te wijzen Duitsers gepaard met plundering, willekeurige confiscaties, verkrachting en moord. Veel achtergeblevenen verlieten vanwege repressie en discriminatie en de beperking van de bezitsrechten op grond en huizen in de loop van de jaren 50 en 60 alsnog de voormalige provincie Opper-Silezië en vertrokken naar de Bondsrepubliek Duitsland. Een laatste stroom emigranten ging na 1989 westwaarts. Sindsdien werken veel Sileziërs in Duitsland zonder zich daar te vestigen. De nakomelingen van de achterblijvers vormen met name in en ten oosten van Opole (Oppeln) een officieel erkende Duitse minderheid van circa 150.000 mensen, zie daarvoor Duitse minderheid in Polen. Minstens zoveel hebben zich aangepast aan de eisen van de verpoolsing.  
Opper-Silezië behoort tegenwoordig grotendeels tot de republiek Polen (woiwodschappen Opole en Silezië), Hlučinsko echter tot de Republiek Tsjechië.

## Bestuurlijke indeling (1945)

### Regierungsbezirk Kattowitz
| Stadtkreise 1. Beuthen 2. Gleiwitz 3. Hindenburg 4. Königshütte 5. Kattowitz | Landkreise 1. Bendsburg 2. Beuthen-Tarnowitz (zetel: Tarnowitz) 3. Bielitz 4. Kattowitz 5. Krenau | 1. Ilkenau 2. Pleß 3. Rybnik 4. Saybusch 5. Teschen 6. Tost-Gleiwitz (zetel: Gleiwitz) |

### Regierungsbezirk Oppeln
| Stadtkreise 1. Neisse 2. Oppeln 3. Ratibor | Landkreise 1. Blachstädt 2. Cosel 3. Falkenberg 4. Groß Strehlitz 5. Grottkau 6. Guttentag 7. Kreuzburg 8. Leobschütz | 1. Loben 2. Neisse 3. Neustadt O.S. 4. Oppel 5. Ratibor 6. Rosenberg 7. Warthenau |

## Eerste presidenten (Oberpräsidenten)
- 1919-1922: Joseph Bitta (Zentrum)
- 1923-1929: Alfons Proschke (Zentrum)
- 1929-1933: Hans Lukaschek (Zentrum)
- 1933-1934: Helmuth Brückner (NSDAP)
- 1934-1938: Josef Wagner (NSDAP)
- 1938-1941: deel van de provincie Silezië
- 1941-1945: Fritz Bracht (NSDAP)

## Bron
- C.L. Torley Duwel, Opper-Silezië, een nieuw vraagstuk in de Europeesche politiek, 's Gravenhage 1922.
- T. Hunt Tooley, National identity and Weimar Germany: Upper Silesia and the eastern border, 1918-1922, 1997

1815:
Brandenburg · Groothertogdom Beneden-Rijn · Gulik-Kleef-Berg · Oost-Pruisen · Pommeren · Posen · Saksen · Silezië · Westfalen · West-Pruisen · 1822: Rijnprovincie · 1829: Pruisen · 1850: Hohenzollernsche Lande · 1867: Hannover · Hessen-Nassau · Sleeswijk-Holstein · 1878: Oost-Pruisen · West-Pruisen · 1919: Neder-Silezië · Opper-Silezië · 1920: Berlijn · 1922: Grensmark Posen-West-Pruisen · 1944: Halle-Merseburg · Keur-Hessen · Maagdenburg · Nassau · 1945: Saksen-Anhalt